# Psyllaephagus syntomozae
Psyllaephagus syntomozae är en stekelart som först beskrevs av Tachikawa 1955.  Psyllaephagus syntomozae ingår i släktet Psyllaephagus och familjen sköldlussteklar. Inga underarter finns listade i Catalogue of Life.